# Scapanus
Scapanus és un gènere de mamífers de la família dels tàlpids. Viuen a Nord-amèrica, des de l'oest de les muntanyes Rocoses fins a la Baixa Califòrnia del Nord i cap al nord fins a la Colúmbia Britànica, a tot arreu on les condicions permetin una població de talps. Això significa tots els sòls trets dels més sorrencs o rocosos o els llocs amb construccions. Com que formen un únic gènere, estan relacionats molt estretament, però com a espècie, mai o gairebé mai no s'encreuen amb èxit.
Conté les espècies següents:
- Talp de peus amples (Scapanus latimanus)
- Talp costaner del Pacífic (Scapanus orarius)
- Talp de Townsend (Scapanus townsendii)